# هنري سيمون (عضو في المقاومة الفرنسية)
هنري سيمون (بالفرنسية: Henri Simon)‏
```
هو ناشط 
ماركسي
 
فرنسي
، ولد في 
1922
 في 
سين ومارن
 في 
فرنسا
، وكان 
عضوًا في المقاومة الفرنسية
 
‏
.
[
3
]
```